# Gyilkosság meghirdetve (regény)
A Gyilkosság meghirdetve (eredeti címén angolul: A Murder is Announced) Agatha Christie bűnügyi regénye, ami először 1950 júniusában jelent meg az Egyesült Királyságban a Collins Crime Club gondozásában, majd még ugyanabban az évben az Amerikai Egyesült Államokban a Dodd, Mead and Company kiadásában. Magyarországon először a Magvető Könyvkiadó forgalmazta 1976-ban Réz Ádám fordítása nyomán, majd a regény megjelent az Európa Könyvkiadó (2010) és az Alexandra Kiadó (2011) gondozásában is.
A műben a falucska lapjában hirdetés jelenik meg, miszerint egy bizonyos napon, egy bizonyos helyen és időben gyilkosságot fognak elkövetni. A település lakóit meglepi a felhívás, ám mindenki biztos benne, hogy tréfáról van szó, így nem rémülnek meg, és többen is megjelennek a helyszínen. A háziak, akik látszólag szintén semmit sem tudnak a hirdetés feladójáról kissé méltatlankodva, de tudomásul veszik, hogy aznap hívatlan és kíváncsi vendégekre számíthatnak. A megadott időben aztán kialszanak a fények és mindenki megdöbbenésére tényleg elkövetnek egy gyilkosságot.
A mű volt a szerző ötvenedik megjelentetett könyve, egyben a negyedik Miss Marple-regény. A történetet először 1956-ban dolgozták át filmre, egyúttal ez volt Miss Marple első tévés megjelenése is. Televízióban ezután 2004-ben is bemutatták a történetet, melyben Miss Marple-t Geraldine McEwan alakította. A műből továbbá Leslie Darbon írt azonos címmel színdarabot, melyet 1977-ben mutattak be.

## Cselekmény
Chipping Cleghorn falujának Gazette nevű lapjában egy hirdetés jelenik meg, miszerint „Ezúton tudatjuk, hogy október 29-én, pénteken du. fél hétkor a Little Paddocksban gyilkosságot követnek el. Minden külön értesítés helyett.”. Ez a felhívás látszólag meglepi Letitia Blacklockot, a Little Paddocks tulajdonosát, ám tudomásul veszi azt és felkészül a várható kíváncsiskodók fogadására. A falu lakóit felcsigázza az újságban olvasott hirdetés, így többen is különböző mondvacsinált okokkal jelennek meg a Little Paddocksban. Amint az óra fél hetet üt, a lámpák kialszanak, az ajtó kinyílik és egy zseblámpa vakító fénye kezdi pásztázni a vendégeket az ajtó irányából, ahonnan elhangzik a „Fel a kezekkel!” kiáltás is. A legtöbben eleget tesznek az utasításnak, hiszen mindenki úgy véli, egy tréfáról van szó, ám nagy meglepetésükre lövések dördülnek és mire ismét világos lesz, Blacklock füle vérzik, a padlón pedig egy halott férfi fekszik és mellette a földön Easterbrook ezredes engedély nélkül tartott fegyvere hever. A halottban Dora Bunner ("Nyuszi") felismeri a szomszéd város gyógyszállójának recepciósát, a svájci Rudi Scherzet, aki néhány napja pénzt kért Letitiától.
A körülmények azt sugallják a rendőrségnek, hogy furcsa öngyilkosságról vagy véletlen halálesetről van szó, de Craddock nyomozó nem elégedett.  Clithering rendőrfelügyelő azt tanácsolja Craddocknak, hogy vonja be az ügybe Marple-t, aki éppen annak a gyógyszállónak a vendége, ahol Scherz dolgozott.  Kiderül, hogy Scherznek priusza van kisebb lopások és csekkhamisítás miatt.  Scherz barátnője – aki szobalány a gyógyszállóban – elmondja, hogy Rudi pénzt kapott a szerepéért és úgy vélte, hogy ez egy "buta angol vicc".  Craddock visszatér Chipping Cleghornba, ahol Marple a helyi plébános feleségénél száll meg.
Kérdéses, hogy mi  indíthatta Scherzet a Blacklock elleni támadásra. Letitia korábban a pénzügyekben sikeres  Randall Goedler-nek dolgozott, és noha jómódban él, nem gazdag.  Azonban sok pénzt örökölhet:  Randall Goedler birtoka feleségére, Belle-re szállt, aki már a halálán van.  Amikor Belle meghal, Blacklock örököl mindent, de ha Belle túléli őt, a birtok a titokzatos "Pip" és "Emma", Randall elüldözött húgának, Sonia gyermekeinek tulajdonába kerül. Sonia összeveszett bátyjával, mert a férfi helytelenítette a Dmitri Stamfordisszal kötött házasságát, és az ellentéteket soha nem sikerült elsimítani.  Később Sonia és Dmitri elváltak és mindketten egy-egy gyermeküket nevelték tovább. A gyerekek később már nem találkoztak egymással.
Craddock nyomozó olajzás nyomait fedezi fel a szalonba vezető ajtó zsanérjain. Erről az ajtóról köztudott, hogy nem használják, Nyuszi pedig megemlíti, hogy a közelmúltig asztalt helyeztek az ajtó elé. Craddock Skóciába utazik, hogy találkozzon Belle-lel; aki megemlíti, hogy Letitiának volt egy szeretett húga, Charlotte, akinél golyva alakult ki. Orvos édesapjuk sikertelenül próbálta kezelni Charlotte-ot, és a nő csak még jobban magába húzódott, ahogy a golyva rosszabbodott. Édesapjuk nem sokkal a második világháború előtt meghalt, Letitia pedig feladta a Goedlernél végzett munkáját, és Svájcba vitte nővérét műtétre. Svájcban a két nővér kivárta a háború végét, de Charlotte hirtelen meghalt még mielőtt ez bekövetkezett volna. Letitia egyedül tért vissza Angliába.
Nyuszi Marple-lel teázik a Kékmadárban és felfedi neki, hogy a felügyelővel észrevették, hogy az ajtót nemrégiben megkenték. Abban is biztos, hogy Patrick Simmons, Letitia fiatal unokatestvére nem olyan, mint amilyennek tűnik. Patrick az állítólagos nővérével, Juliával és egy fiatal özveggyel, Phillipa Haymes-szel a Little Paddocksban száll meg.  Nyuszi szerint Patrick ismerte Rudit és össze is játszott vele, és egyébként is gyanús, mert többször is pénzt kunyerált Letitiától. Nyuszi abban is biztos, hogy egy másik lámpa volt a gyilkosság éjszakáján a szobában, az lett rövidzárlatos, de a beszélgetés megszakad, amikor Letitia megérkezik.
Letitia születésnapi bulit szervez Nyuszinak, amire szinte mindenkit meghívnak, aki a házban volt Rudi halálakor.  Megkéri Mitzit, a szakácsnőt, hogy készítse el a különleges tortáját, amelyet Patrick "Finom halál"-nak nevezett el.  A buli után Nyuszinak megfájdul a feje, de nem találja a nemrég vásárolt aszpirint, ezért Letitia szobájában vesz magának párat egy üvegből.  Másnap holtan találják Nyuszit.  Marple meglátogatja a gyászoló Blacklock kisasszonyt, és olyan fotóalbumokat kér, amelyekben talán vannak képek Sonia Goedlerről, Pip és Emma anyjáról, de kiderül, hogy Sonia összes fényképét eltávolították az albumokból.  Amikor Blacklock levelet kap az igazi Julia Simmonstól, számonkéri a csalót, aki felfedi, hogy ő valójában Emma; azt azonban tagadja, hogy megkísérelte volna megölni Blacklockot, és azt állítja, hogy nem látta ikertestvérét, Pipet.
Hinchcliffe és Murgatroyd kisasszonyok a következtetések és az események újrajátszása során rájön, hogy Murgatroyd, aki a nyitott ajtó mögött volt, és így nem vakította el a zseblámpa, láthatta kik vannak a szobában, amikor a fény az arcukba világított. A két nő arra a következtetésre jut, hogy az a személy, aki nem volt a szobában, elhagyhatta azt, amikor a lámpák kialudtak, és Scherz mögé lopakodva lelőhette őt és Blacklockot. Éppen amikor Murgatroyd-nak eszébe jut, hogy ki nem volt a szobában, csörög a telefon, és Hinchcliffe-et az állatorvoshoz hívják. Miközben Hinchcliffe elhajt, Murgatroyd kirohan a felhajtóra, és azt kiabálja: "Az a nő nem volt ott!". Visszafelé úton Hinchcliffe felveszi Marple-t, és együtt fedezik fel Murgatroyd megfojtott testét. Az elkeseredett Hinchcliffe elmeséli Marple-nek Murgatroyd rejtélyes kiáltását.
Amikor Tiglath Pileser egy vizespohár felborításával rövidre zárja az áramot a paplakban, Marple fejében világosság gyúl és az utolsó részlet is a helyére kerül. Craddock nyomozó mindenkit összehív Little Paddocksba, ahol Mitzi azt állítja, hogy látta ahogy Blacklock lelövi Scherzet.  Craddock azonban figyelmen kívül hagyja, és Edmund Swettenhamet (aki özvegy anyjával szintén jelen volt a lövöldözésen) azzal vádolja, hogy ő Pip.  Phillipa Haymes azonban előáll, és bevallja, hogy ő Pip.  Craddock ekkor azzal vádolja Edmundot, hogy gazdag feleséget akart magának Phillipában úgy, hogy meggyilkolja Letitiát. Edmund azonban ezt tagadja. Ekkor sikoltozás hallatszik a konyhából, ahol megtalálják Blacklockot, amint megpróbálja a mosogatóba fojtani Mitzit.  De hirtelen meghallja Dora Bunner hangját, elengedi Mitzit, mindent bevall és letartóztatják.
Marple elárulja az igazságot: nem Charlotte halt meg Svájcban, hanem Letitia.  Charlotte tudta, hogy Letitia egy vagyont örökölhet, ezért elhunyt húgának adta ki magát és visszatért Angliába, ahol csak kevesen ismerték őt.  Kerülte azokat az embereket, akik jól ismerték Letitiát, mint például Belle Goedler, és gyöngysorral takarta el a torkát, hogy elrejtse a golyvaműtéte során keletkezett hegeket.  Rudi Scherz azonban leleplezhette volna, mivel abban a svájci kórházban dolgozott, ahol Charlotte-ot kezelték, ezért Charlotte megölte őt.  Dora Bunner, akit Charlotte bizalmába fogadott, hajlamos volt elkotyogni a dolgokat.  Blacklockot sokszor "Lotty"-ként (a "Charlotte" becézése) emlegette "Letty" (a "Letitia" becézése) helyett, és a kávézóban Marple-lel folytatott beszélgetése végzetesnek bizonyult.  Amy Murgatroydot azért ölte meg, mert az rájött, hogy Letitia volt az egyetlen, akinek az arcát nem világította meg Rudi Scherz zseblámpája.
Marple rávette Mitzit és Edmundot, hogy vegyenek részt Charlotte Blacklock lebuktatásában;  Phillipa Pipként való azonosítását nem tervezték, de Craddock nyomozó fenntartotta állítását, hogy Edmund csak Phillipa pénzét nézte.  Mitzi beleegyezett, hogy csaliként szerepeljen, és Marple Bunny hangját utánozta, hogy Charlotte összeomoljon.  Végezetül Mitzi új állást keres Southampton közelében,  "Phillipa" és "Julia" öröklik a Goedler vagyont,  Edmund és Pip összeházasodnak, visszatérnek Chipping Cleghornba és ott telepszenek le. Emma visszautasítja Patrick házassági ajánlatát arra hivatkozva, hogy a férfi gyenge ember.

### Szereplők
- Miss Jane Marple
- Dermot Eric Craddock, felügyelő
- Letitia/Charlotte Blacklock, a Little Paddocks hatvanas tulajdonosa, golyvával műtött, háromszoros gyilkos
- Dora Bunner, Letitia idős, idegeskedő gyerekkori barátnője, becenevén Nyuszi. Sokszor hibázik Letitia valódi személyazonosságának titokban tartását illetően, ezért meg kell halnia
- Patrick Simmons, Letitia fiatal unokatestvére (a korkülönbség miatt nagynéninek szólítja), Emma alibije és visszautasított udvarlója
- Julia Simmons alias Emma Stamfordis, csaló, aki Letitia fiatal unokatestvérének adja ki magát, hogy közel kerülhessen hozzá. Pip testvére
- Mitzi, Letitia külföldi házvezetője és szakácsa, fiatal, PTSD-től szenvedő Kelet-Európai menekült
- Phillipa Joan Haymes alias Pip Stamfordis, fiatal, özvegynek mondott (ám valójában ekkor még él a férje) fizetővendég illetve társalkodónő Letitiánál, a kisfia bentlakásos iskolába jár
- Archie Easterbrook ezredes, impulzív jellem, akit alkoholizmusa miatt leszereltek és nemrég tért vissza Indiából
- Laura Easterbrook, az ezredes sokkal fiatalabb, elbűvölő felesége
- Mrs Swettenham, idős hölgy, aki Edmund fiának mamahotelt tart fenn
- Edmund Swettenham, cinikus fiatal író, Phillipa/Pip udvarlója
- Miss Hinchcliffe, erős testalkatú, kemény akaratú farmer
- Miss Amy Murgatroyd, Miss Hinchcliffe cuki, vihorászó élettársa. Rájön, hogy csak "Letitia" lehet a gyilkos, ezért meg kell halnia
- Belle Goedler, Letitia korábbi, milliomos munkaadójának haldokló özvegye
- Julian Harmon, a lelkész
- Diana "Csokor" Harmon, a lelkész felesége
- Tiglath Pileser, a paplak macskája, ami rövidzárlat okozásával az utolsó nyomot szolgáltatja Miss Marple számára
- Rudi Scherz, korábban beteghordó a berni kórházban, ahol Charlotte-t műtötték, jelenleg a közeli város (Medenham Wells) gyógyszállójában (Royal Spa Hotel) recepciós. Korábbi életéből felismeri Charlotte-ot, ezért meg kell halnia. Letitia megbízásából ő adja fel a hirdetést.
- Myrna Harris, Rudi barátnője, szobalány a szállóban
- George Rydersdale kapitány, Craddock főnöke
- Fletcher őrmester, Craddock segédje
- Legg közrendőr
- Edwards közrendőr
- Rowlandson úr, a Royal Spa Gyógyszálló vezetője
- Sir Henry Clithering, nyugalmazott rendőrfelügyelő, Miss Marple támogatója

## Megjelenés
Magyarországon Réz Ádám fordításában:
- 2011, Alexandra Kiadó, Pécs, kartonált, 350 oldal (ISBN 9789630792080)
- 2010, Európa Könyvkiadó, Budapest, keménytáblás, 344 oldal (ISBN 9789630788793)
- 2006, Aquila Kiadó, Debrecen, kartonált, 272 oldal (ISBN 9636794472)
- 1998, Magyar Könyvklub, Budapest, kartonált, 312 oldal (ISBN 9635486987)
- 1990, Magvető Könyvkiadó, Budapest, kartonált, 274 oldal (ISBN 9631417808)
- 1976, 1977, Magvető Könyvkiadó, Budapest, kartonált, 360 oldal (ISBN 9632704320)